# World Games 2017/Teilnehmer (Mongolei)
| Gelbes Symbol für Goldmedaillen mit stilisierten Olympischen Ringen | Graues Symbol für Silbermedaillen mit stilisierten Olympischen Ringen | Braundes Symbol für Bronzemedaillen mit stilisierten Olympischen Ringen |
| ------------------------------------------------------------------- | --------------------------------------------------------------------- | ----------------------------------------------------------------------- |
| 1                                                                   | 1                                                                     | 1                                                                       |

Die Mongolei nahm in Breslau an den World Games 2017 teil. Die mongolische Delegation bestand aus 16 Athleten.

## Medaillengewinner

### Gold
| Name               | Sportart | Wettkampf     |
| ------------------ | -------- | ------------- |
| Otgon Munkhtsetseg | Sumō     | Mittelgewicht |

### Silber
| Name                | Sportart  | Wettkampf     |
| ------------------- | --------- | ------------- |
| Bayarmaa Munkhgerel | Jiu Jitsu | 55 kg Ne-Waza |

### Bronze
| Name                 | Sportart | Wettkampf     |
| -------------------- | -------- | ------------- |
| Ochirkhuu Usukhbayar | Sumō     | Mittelgewicht |

## Teilnehmer nach Sportarten

### Aerobic
| Athleten | Wettbewerb | Qualifikation | Qualifikation | Finale / Platz 3 | Finale / Platz 3 | Rang          |
| Athleten | Wettbewerb | Punkte        | Platz         | Punkte           | Platz            | Rang          |
| --- | ---------- | ------------- | ------------- | ---------------- | ---------------- | ------------- |
| Mixed |            |               |               |                  |                  |               |
| Michidmaa Turmunkh Gantugs Amgalanbaatar Bayasgalan Batbayar Byambadorj Tumendemberel Munkhnasan Erdenebat Bumbayar Erdenebat Ariunbold Sainbayar Khash-Taish Batsukh | Step       | 17.450        | 6             | ausgeschieden    | ausgeschieden    | ausgeschieden |

### Jiu Jitsu
| Athleten            | Wettbewerb    | Vorrunde     | Vorrunde | Vorrunde       | Vorrunde | Halbfinale            | Halbfinale | Finale       | Finale   | Rang   |
| Athleten            | Wettbewerb    | Gegner       | Ergebnis | Gegner         | Ergebnis | Gegner                | Ergebnis   | Gegner       | Ergebnis | Rang   |
| ------------------- | ------------- | ------------ | -------- | -------------- | -------- | --------------------- | ---------- | ------------ | -------- | ------ |
| Frauen              |               |              |          |                |          |                       |            |              |          |        |
| Bayarmaa Munkhgerel | 55 kg Ne-Waza | Amal Amjahid | 0:100    | Magdalena Giec | 14:0     | Ana Nair Marques Dias | 100:0      | Amal Amjahid | 0:100    | Silber |

### Sumō
| Athleten              | Wettbewerb    | 1. Runde        | 1. Runde       | 2. Runde                  | 2. Runde   | Achtelfinale                  | Achtelfinale  | Viertelfinale               | Viertelfinale | Halbfinale              | Halbfinale    | Finale/Platz 3      | Finale/Platz 3 | Rang          |
| Athleten              | Wettbewerb    | Gegner          | Ergebnis       | Gegner                    | Ergebnis   | Gegner                        | Ergebnis      | Gegner                      | Ergebnis      | Gegner                  | Ergebnis      | Gegner              | Ergebnis       | Rang          |
| --------------------- | ------------- | --------------- | -------------- | ------------------------- | ---------- | ----------------------------- | ------------- | --------------------------- | ------------- | ----------------------- | ------------- | ------------------- | -------------- | ------------- |
| Frauen                |               |                 |                |                           |            |                               |               |                             |               |                         |               |                     |                |               |
| Undrakhzaya Nyamsuren | Leichtgewicht | –               | –              | –                         | –          | Magdalena Macios              | Uwatenage     | Repechage: Aleksandra Rozum | Shitatenage   | Repechage: Yuka Okutomi | Shitatenage   | ausgeschieden       | ausgeschieden  | ausgeschieden |
| Undrakhzaya Nyamsuren | Leichtgewicht | –               | –              | –                         | –          | Fruzsina Forgo                | Shitatenage   | Repechage: Aleksandra Rozum | Shitatenage   | Repechage: Yuka Okutomi | Shitatenage   | ausgeschieden       | ausgeschieden  | ausgeschieden |
| Otgon Munkhtsetseg    | Mittelgewicht | –               | –              | –                         | –          | Fernanda Rojas Pelegrini      | Yorikiri      | Anna Alksandrova            | Shitatenage   | Hikaru Mizunuma         | Uwatenage     | Asano Ota           | Yorikiri       | Gold          |
| Batchimeg Baast       | Schwergewicht | –               | –              | –                         | –          | Annika Schulze                | Utccari       | ausgeschieden               | ausgeschieden | ausgeschieden           | ausgeschieden | ausgeschieden       | ausgeschieden  | ausgeschieden |
| Undrakhzaya Nyamsuren | Offene Klasse | Natalie Burns   | Uwatenage      | Marina Rozum              | Tsuridashi | ausgeschieden                 | ausgeschieden | ausgeschieden               | ausgeschieden | ausgeschieden           | ausgeschieden | ausgeschieden       | ausgeschieden  | ausgeschieden |
| Otgon Munkhtsetseg    | Offene Klasse | Yaseny Castillo | Uwatedashinage | Ekaterina Gordeeva        | Tsuridashi | ausgeschieden                 | ausgeschieden | ausgeschieden               | ausgeschieden | ausgeschieden           | ausgeschieden | ausgeschieden       | ausgeschieden  | ausgeschieden |
| Batchimeg Baast       | Offene Klasse | –               | –              | –                         | –          | Erika Makai                   | Yorikiri      | Sarah Gomes                 | Yorikiri      | ausgeschieden           | ausgeschieden | ausgeschieden       | ausgeschieden  | ausgeschieden |
| Batchimeg Baast       | Offene Klasse | –               | –              | –                         | –          | Repechage: Jagoda Mazurek     | Shitatenage   | Maria Cedeno                | Tsukiotoshi   | ausgeschieden           | ausgeschieden | ausgeschieden       | ausgeschieden  | ausgeschieden |
| Männer                |               |                 |                |                           |            |                               |               |                             |               |                         |               |                     |                |               |
| Badral Baasandorj     | Leichtgewicht | –               | –              | –                         | –          | Patryk Swora                  | Yoritaoshi    | Kostiantyn Bulatov          | Katasukashi   | ausgeschieden           | ausgeschieden | ausgeschieden       | ausgeschieden  | ausgeschieden |
| Badral Baasandorj     | Leichtgewicht | –               | –              | –                         | –          | Repechage: Oscar Hernandez    | Yoritaoshi    | Repechage: Fathy Abouelrokb | Yoritaoshi    | ausgeschieden           | ausgeschieden | ausgeschieden       | ausgeschieden  | ausgeschieden |
| Ochirkhuu Usukhbayar  | Mittelgewicht | –               | –              | –                         | –          | Jorge Tivoli                  | Uwatenage     | Aron Rozum                  | Yorikiri      | Misbah Hossam           | Yoritaoshi    | Platz 3: Aron Rozum | Yorikiri       | Bronze        |
| Ochirkhuu Usukhbayar  | Mittelgewicht | –               | –              | –                         | –          | Jorge Tivoli                  | Uwatenage     | Aron Rozum                  | Yorikiri      | Repechage: Walter Rivas | Yoritaoshi    | Platz 3: Aron Rozum | Yorikiri       | Bronze        |
| Natsagdorj Dugersuren | Schwergewicht | –               | –              | –                         | –          | Soichiro Kurokawa             | Yorikiri      | Repechage: Jacek Piersiak   | Sukuinage     | ausgeschieden           | ausgeschieden | ausgeschieden       | ausgeschieden  | ausgeschieden |
| Natsagdorj Dugersuren | Schwergewicht | –               | –              | –                         | –          | Repechage: Oleksandr Veresiuk | Yorikiri      | Repechage: Jacek Piersiak   | Sukuinage     | ausgeschieden           | ausgeschieden | ausgeschieden       | ausgeschieden  | ausgeschieden |
| Ulambayar Byambajav   | Schwergewicht | –               | –              | –                         | –          | Avtandil Tsertsvadze          | Tsukidashi    | ausgeschieden               | ausgeschieden | ausgeschieden           | ausgeschieden | ausgeschieden       | ausgeschieden  | ausgeschieden |
| Badral Baasandorj     | Offene Klasse | –               | –              | Kiyoyuki Noguchi          | Yoritaoshi | Jacek Piersiak                | Oshidashi     |                             |               |                         |               |                     |                |               |
| Badral Baasandorj     | Offene Klasse | –               | –              | Repechage: Atsamaz Kaziev | –          | Jacek Piersiak                | Oshidashi     |                             |               |                         |               |                     |                |               |
| Ochirkhuu Usukhbayar  | Offene Klasse | Patryk Swora    | Tsuridashi     | Kojiro Kurokawa           | Tsuridashi | Kena Heffernan                | Yorikiri      | Vasili Margiev              | Yorikiri      | ausgeschieden           | ausgeschieden | ausgeschieden       | ausgeschieden  | ausgeschieden |
| Ochirkhuu Usukhbayar  | Offene Klasse | Patryk Swora    | Tsuridashi     | Kojiro Kurokawa           | Tsuridashi | Repechage: Soichiro Kurokawa  | Tsuridashi    | Vasili Margiev              | Yorikiri      | ausgeschieden           | ausgeschieden | ausgeschieden       | ausgeschieden  | ausgeschieden |
| Natsagdorj Dugersuren | Offene Klasse | –               | –              | Jorge Tivoli              | Yorikiri   | Cristiano Silva Mori          | Yorikiri      | Batyr Altyev                | Sotogake      | ausgeschieden           | ausgeschieden | ausgeschieden       | ausgeschieden  | ausgeschieden |
| Natsagdorj Dugersuren | Offene Klasse | –               | –              | Jorge Tivoli              | Yorikiri   | Repechage: Oleksandr Veresiuk | Yorikiri      | Batyr Altyev                | Sotogake      | ausgeschieden           | ausgeschieden | ausgeschieden       | ausgeschieden  | ausgeschieden |
| Ulambayar Byambajav   | Offene Klasse | –               | –              | Mark Lawrence             | –          | ausgeschieden                 | ausgeschieden | ausgeschieden               | ausgeschieden | ausgeschieden           | ausgeschieden | ausgeschieden       | ausgeschieden  | ausgeschieden |